# Брюмка
Брюмка (ительм. Кыгажчу) — река на полуострове Камчатка в России. Длина реки — 86 км площадь водосборного бассейна — 810 км².
Протекает по территории Соболевского района Камчатского края. Впадает в Охотское море.
Названа русскими казаками по имени ительмена Брюмки, жившего у реки.
В водах Брюмки осуществлялся вылов сёмги, кунжи, микижи.

## Притоки
Объекты перечислены по порядку от устья к истоку.
- 9 км: Чунушка
- 18 км: Левая
- 21 км: Правая
- 39 км: река без названия
- 47 км: река без названия
- 50 км: река без названия
- 53 км: река без названия
- 57 км: река без названия
- 65 км: река без названия

## Данные водного реестра
По данным государственного водного реестра России относится к Анадыро-Колымскому бассейновому округу. Код объекта в государственном водном реестре — 19080000212120000028680.